# 愛的成人式
《愛的成人式》 （日语：イニシエーション・ラブ）是日本作家乾胡桃所著的小說。《本格推理BEST10》《這本推理小說真厲害！》年度排行榜大力推薦。第58屆日本推理作家協會獎候選作品。
2014年在日本電視節目《閒聊007》中，因搞笑藝人組合「奶油濃湯」成員有田哲平將《愛的成人式》讚譽為「最高傑作的推理小說」，節目播出後引發大眾關注。

## 電影
2015年獲改編成電影，由堤幸彦執導，松田翔太和前田敦子飾演主角。2015年5月23日於日本上映，劇中為對1987年TBS電視台的《東京七男女秋日故事》電視劇致敬，曾演出該劇的片岡鶴太郎、手塚理美以石丸美彌子（木村文乃扮演）的親屬角色登場。

### 劇情簡介
大學生鈴木在聯誼會上認識牙醫助手繭子，並對她一見鍾情，繭子自然不做作、開朗又可愛，是很多男性心目中的理想對象，而繭子竟然也對沒談過戀愛的鈴木有好感，兩人開始交往。鈴木為了繭子改變造型、考駕照、買新車、減肥。一步步成為繭子心目中的好男人。這一刻，他覺得自己和繭子的愛可以直到地老天荒，他願意為了繭子做任何事。一向是肥醜宅男的鈴木，竟會得到女神的垂青，自此，鈴木的人生發生了180度的轉變，有如將人生的卡式帶翻到B面重新開始。
受到上司賞識，鈴木被調派往東京工作，獨留繭子在靜岡，兩人展開了遠距離戀愛，由最初的甜蜜溫馨，漸漸不敵距離而惡化，新公司的美女同事美彌子又積極向鈴木表示好感，令鈴木在這段感情中進退兩難。

### 演員
- 松田翔太
- 前田敦子
- 木村文乃
- 三浦貴大
- 前野朋哉
- 森田甘路

### 獎項
- 第40回報知電影獎最佳導演：堤幸彥[6]

## 相關作品
- 《酸酸甜甜愛上你》

## 外部連結
- 文藝春秋特設網站（日語）
- 電影官方網站 （页面存档备份，存于）（日語）
- 映画・映像 （页面存档备份，存于），東宝
- 互联网电影数据库（IMDb）上《Initiation Love》的资料（英文）
- 開眼電影網上《愛的成人式》的資料（繁體中文）
- 愛的成人式 - allcinema（日語）
- 愛的成人式 - KINENOTE（日語）
- 愛的成人式 - 映画.com
- 愛的成人式 - Movie Walker